# Три тачке
Три тачке, или тротачка (…), је знак интерпункције.
Тротачка се користи у следећим случајевима:  
- да би изразиле прекид одлагања, са намером да читалац (слушалац) сам претпостави даљи исход;
- приликом изражавања сумње;
- на крају набрајања које иде унедоглед.